# Obelisc de Senusret I
L'obelisc de Senusret I fou un monument consistent en un obelisc dedicat al faraó Senusret I (Dinastia XII). Originalment fou construït a un lloc anomenat Abgig, a pocs quilòmetres de Cocodrilòpolis i fou trobat al segle xviii en dues peces. Reconstruït, fou instal·lat al centre de la ciutat d'el Faium a una plaça a l'entrada nord. És l'únic obelisc egipci arrodonit a la punta superior; antigament tenia una estàtua daurada de Ra. La seva altura és de 13 metres.